# دامير كيدو
دامير كيدو (بالإنجليزية: Damir Kedžo)‏ هو مغني كرواتي ولد في 24 مايو 1987.

## وصلات خارجية
- دامير كيدو على موقع IMDb (الإنجليزية)
- دامير كيدو على موقع ميوزك برينز (الإنجليزية)
- دامير كيدو على موقع أول ميوزيك (الإنجليزية)
- دامير كيدو على موقع ديسكوغز (الإنجليزية)